# Patrik Barbic
Patrik Barbic (* 13. September 1981) ist ein ehemaliger österreichischer Fußballspieler und nunmehriger -trainer.

## Karriere

### Als Spieler
Barbic begann seine Karriere beim SK Rapid Wien. 1996 wechselte er zum ASV 13. Zur Saison 1997/98 schloss er sich dem KSV Ankerbrot Montelaa an, bei dem er auch erste Spiele in der Wiener Stadtliga absolvierte.
Zur Saison 2003/04 wechselte er zum Regionalligisten Wiener Sportklub. Im September 2003 debütierte er in der Regionalliga, als er am siebten Spieltag jener Saison gegen den DSV Fortuna 05 in der 65. Minute für Oliver Graf eingewechselt wurde. Bis Saisonende kam er zu zwölf Einsätzen für die Wiener in der Ostliga. Nach einem Jahr beim Sportklub kehrte er zur Saison 2004/05 zum viertklassigen KSV Ankerbrot Montelaa zurück.
Im Jänner 2005 wechselte Barbic zum Regionalligisten DSV Fortuna 05. Im April 2005 erzielte er bei einer 3:1-Niederlage gegen den First Vienna FC sein erstes Tor in der dritthöchsten Spielklasse. Mit Fortuna musste er zu Saisonende jedoch als Vorletzter der Regionalliga Ost in die Stadtliga absteigen. Daraufhin wechselte er zur Saison 2005/06 zum Regionalligisten SC Eisenstadt. Bis zur Winterpause absolvierte er 14 Spiele für die Burgenländer in der Regionalliga und erzielte dabei drei Tore. Nach einem halben Jahr bei Eisenstadt wechselte er im Jänner 2006 zum Ligakonkurrenten ASK Kottingbrunn. Mit Kottingbrunn musste er zu Saisonende jedoch als Vorletzter aus der Regionalliga absteigen.
Daraufhin wechselte Barbic zur Saison 2006/07 zum fünftklassigen SV Waidhofen/Thaya. In der Winterpause der Saison 2007/08 wechselte Barbic nach Slowenien zum Erstligisten NK Ivančna Gorica. Sein Debüt in der 1. SNL gab er im März 2008, als er am 22. Spieltag jener Saison gegen den NK Maribor in der Startelf stand. Am darauffolgenden Spieltag erzielte er bei einem 3:0-Sieg gegen den NK Primorje sein einziges Tor in der höchsten slowenischen Spielklasse. Bis Saisonende kam er zu vier Einsätzen in der 1. SNL, aus der er mit seinem Verein als Tabellenletzter jedoch absteigen musste.
Nach dem Abstieg kehrte Barbic zur Saison 2008/09 nach Österreich zurück und wechselte zum fünftklassigen FC Purkersdorf. In der Winterpause jener Saison wechselte er zum viertklassigen Kremser SC. Zu Saisonende stieg er jedoch mit Krems aus der Landesliga ab. Daraufhin schloss er sich zur Saison 2009/10 dem viertklassigen Rennweger SV 1901 an. Nach einem halben Jahr bei Rennweg wechselte er im Jänner 2010 zum siebtklassigen USC Kirchschlag.
Im Jänner 2012 wechselte Barbic zum fünftklassigen burgenländischen Verein SV Loipersbach. Nachdem er mit Loipersbach aus der fünfthöchsten Spielklasse abgestiegen war, schloss er sich zur Saison 2012/13 dem fünftklassigen FC Jois an. Allerdings stieg er zu Saisonende auch mit Jois ab. Zur Saison 2013/14 wechselte er zum fünftklassigen niederösterreichischen Verein ASK Wilhelmsburg.
Nach zweieinhalb Jahren bei Wilhelmsburg wechselte Barbic im Jänner 2016 zum siebtklassigen 1. FC Leonhofen. Nach einem halben Jahr bei Leonhofen kehrte er zur Saison 2016/17 zu Wilhelmsburg zurück. Mit dem Verein stieg er am Ende jener Saison in die sechsthöchste Spielklasse ab und gehörte er Mannschaft daraufhin noch für zwei weitere Spielzeiten an, wobei er in der Saison 2018/19 nur mehr den Herbstdurchgang absolvierte. Danach schloss er sich im Sommer 2019 dem USV Pressbaum an. Bei diesem war er zuletzt im Sommer 2020 in einem Freundschaftsspiel aktiv und dürfte um diese Zeit seine Karriere als Aktiver beendet haben.
Barbic spielte zudem zwischen 2010 und 2018 Futsal für Stella Rossa tipp3.

### Als Trainer
Barbic trainierte ab 2013 in der AKA St. Pölten. Zunächst war er Co-Trainer von Goran Zvijerac bei der U-15-Mannschaft, ab 2014 unterstützte er ihn auch bei der U-16-Mannschaft. Zwischen 2015 und 2018 war er Co-Trainer von Zvijerac bei der U-18-Mannschaft der St. Pöltner. Nachdem die AKA St. Pölten den Vertrag mit Zvijerac im Juni 2018 aufgelöst hatte, betreute Barbic die U-18-Mannschaft bis zum Ende der Saison 2017/18 als Cheftrainer. Danach war er bis zum Sommer 2021 weiterhin Co-Trainer der U-18-Akademiemannschaft, die er seitdem als Individualtrainer betreut. (Stand: Dezember 2023) 
Im Juni 2018 wurde Barbic erster Trainer der kurz zuvor ins Leben gerufenen österreichischen Futsalnationalmannschaft.